# Sleeping Sun
"Sleeping Sun", também conhecida como "Sleeping Sun (Four Ballads of the Eclipse)", é uma canção da banda finlandesa de metal sinfônico Nightwish, lançada como terceiro e último single do álbum Oceanborn em 2 de agosto de 1999 através da Drakkar Records.

## Produção e lançamento
Após a popularidade do Nightwish crescer com o lançamento do álbum Oceanborn (1998), Bogdan Kopec, chefe executivo da Drakkar Records, responsável por gerenciar os lançamentos da banda na Alemanha, conversou diretamente com o líder e tecladista Tuomas Holopainen sobre a ideia de um lançamento especial exclusivamente para o mercado alemão. Uma vez que o eclipse solar de 11 de agosto de 1999 se aproximava, Kopec solicitou que Holopainen escrevesse uma canção para comemorar o evento, cujo deveria conter algumas fórmulas específicas, como não ter mais de quatro minutos de duração, ter um refrão marcante e ser uma balada. Holopainen relatou não ter gostado da ideia, mas mesmo assim ele procedeu em escrever a faixa descrita por ele como "encomendada".
Dessa maneira, a canção foi gravada no estúdio Caverock, localizado na cidade de Kitee, Finlândia entre maio e junho de 1999, sendo lançada como single no formato de CD em 2 de agosto de 1999, pouco menos de uma semana antes do eclipse, contendo mais outras três faixas do grupo. Uma edição limitada de duas mil cópias possuía ainda um óculos de sol de papelão que poderia ser usado para acompanhar o fenômeno.
A canção foi posteriormente incluída como uma faixa bônus nas novas prensagens do disco Oceanborn, expedidas pelas gravadoras Spinefarm e Drakkar na Finlândia e Alemanha, respectivamente, além de ter entrado nas paradas musicais dos dois países e adquirido Disco de Ouro por suas vendas em ambos.

## Regravação de 2005
A canção foi regravada e lançada pela banda como primeiro e único single da compilação Highest Hopes em 19 de outubro de 2005 através da Spinefarm Records.
Em agosto de 2005, após a vocalista Tarja Turunen expressar seu desejo em regravar seus vocais na canção, a banda concordou em lançar uma nova versão de "Sleeping Sun" para promover uma compilação que estava sendo planejada pela gravadora, com data de lançamento para setembro do mesmo ano. Essa seria também a última contribuição em estúdio de Turunen com o Nightwish, já que a mesma foi demitida do grupo mais tarde em outubro de 2005.
O single foi disponibilizado nos formatos de CD e DVD (no qual continha os dois videoclipes oficiais e uma performance ao vivo), e chegou ao topo das paradas finlandesas, figurando também na 47.ª posição nas paradas da Áustria.

## Videoclipe
O videoclipe original foi filmado durante o outono de 1999 e apresenta a vocalista Tarja Turunen — na ocasião com cabelos vermelhos —, cantando em várias paisagens do Lago Inari na região da Lapônia, Finlândia. O trabalho teve a direção assinada por Sami Käyhkö, que já havia dirigido o vídeo de "The Carpenter" anteriormente.
Para a segunda versão, um novo videoclipe sob direção de Antti Jokinen (que já havia dirigido o clipe de "Nemo") foi filmado em agosto de 2005 em Praga, República Tcheca, com o enredo apresentando Turunen interpretando uma valquíria que caminha sobre um campo de batalha medieval preenchido por soldados mortos e feridos, interpretados pelos demais membros da banda e figurantes.

## Performances ao vivo
A canção foi tocada ao vivo pela primeira vez ao público em 16 de julho de 2000 durante um concerto em Porto Alegre, Brasil como parte da Wishmaster World Tour, estando presente no repertório de praticamente todas as turnês desde então. Durante a performance na Hartwall Areena de Helsinque, Finlândia em 21 de outubro de 2005 — registrada para o DVD ao vivo End of an Era (2006) — a cantora Tarja Turunen interpretou a canção usando o mesmo vestido branco do videoclipe. Ela também apresentou a canção ao vivo diversas vezes durante sua carreira solo.
A partir de 2015, passou a ser interpretada por Floor Jansen, terceira vocalista do conjunto, enquanto o multi-instrumentista Troy Donockley adicionou um EBow à sua guitarra, proporcionando uma nova camada à sonoridade da canção, sendo essa versão registrada no DVD ao vivo Vehicle of Spirit (2016).

## Faixas
| Versão de 1999 |                                              |                   |                |         |  |
| N.º            | Título                                       | Letras            | Música         | Duração |  |
| 1.             | "Sleeping Sun"                               | Tuomas Holopainen | Holopainen     | 4:01    |  |
| 2.             | "Walking in the Air" (cover de Howard Blake) | Blake             | Blake          | 5:28    |  |
| 3.             | "Swanheart"                                  | Holopainen        | Holopainen     | 4:44    |  |
| 4.             | "Angels Fall First"                          | Holopainen        | Nightwish      | 5:34    |  |
| Duração total: | Duração total:                               | Duração total:    | Duração total: | 19:47   |  |

| Versão de 2005 (CD) |                                            |                |                |         |  |
| N.º                 | Título                                     | Letras         | Música         | Duração |  |
| 1.                  | "Sleeping Sun" (versão de 2005 para rádio) | Holopainen     | Holopainen     | 4:06    |  |
| 2.                  | "Sleeping Sun" (versão de 2005 completa)   | Holopainen     | Holopainen     | 4:27    |  |
| 3.                  | "Sleeping Sun" (versão de 1999)            | Holopainen     | Holopainen     | 4:03    |  |
| Duração total:      | Duração total:                             | Duração total: | Duração total: | 12:36   |  |

| Versão de 2005 (DVD) |                                                |         |  |
| N.º                  | Título                                         | Duração |  |
| 1.                   | "Sleeping Sun" (videoclipe de 2005)            | 4:11    |  |
| 2.                   | "Sleeping Sun" (videoclipe de 1999)            | 4:05    |  |
| 3.                   | "Sleeping Sun" (ao vivo do Summer Breeze 2002) | 4:40    |  |
| Duração total:       | Duração total:                                 | 12:56   |  |

## Desempenho comercial
| Paradas (1999)                        | Melhor posição |
| ------------------------------------- | -------------- |
| Alemanha (Offizielle Deutsche Charts) | 69             |
| Finlândia (Suomen virallinen lista)   | 2              |
| Paradas (2005)                        | Melhor posição |
| Áustria (Ö3 Austria Top 75)           | 47             |
| Finlândia (Suomen virallinen lista)   | 1              |

| Região                        | Certificação   |
| Versão de 1999                | Versão de 1999 |
| ----------------------------- | -------------- |
| Finlândia (Musiikkituottajat) | Ouro           |

## Créditos
Os créditos foram adaptados do encarte do single "Sleeping Sun".
Banda
- Tuomas Holopainen – teclado, piano
- Emppu Vuorinen – guitarra
- Tarja Turunen – vocais
- Jukka Nevalainen – bateria
- Sami Vänskä – baixo (versão de 1999)
- Marco Hietala – baixo (versão de 2005)

Equipe técnica
- Peter Dell – fotografia, arte da capa (versão de 1999)
- Mika Jussila – masterização
- Risto Hemmi – mixagem (versão de 2005)
- Tero Kinnunen – mixagem (versão de 1999)